# Límites planetarios

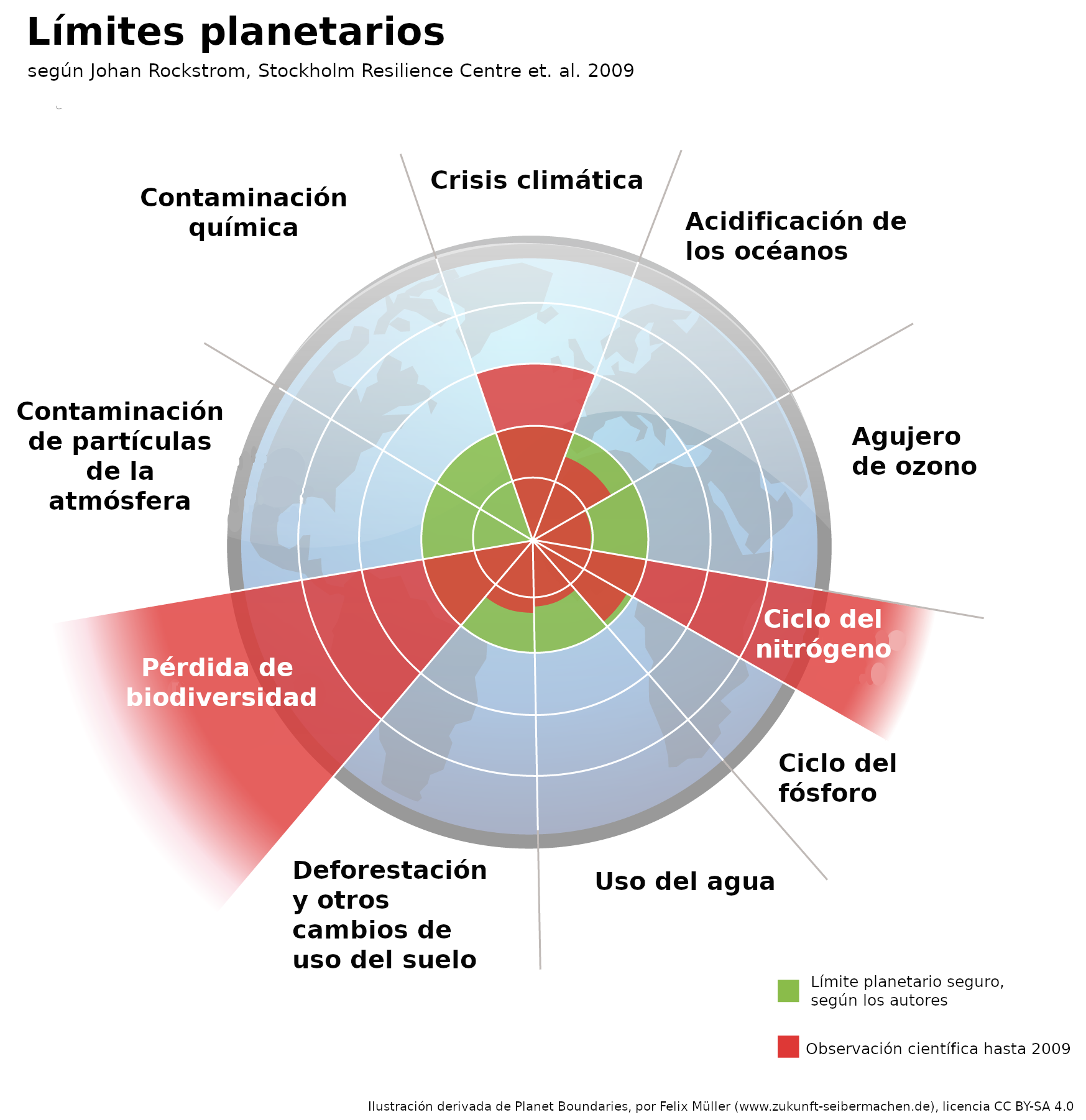
Los límites planetarios de acuerdo con Rockström et al. 2009 y Steffen et al. 2015.

Diagrama de límites planetarios (datos de septiembre del 2023). Las secciones en verde indican un estado "seguro" mientras que las de color naranja indican superación del límite.

Los límites planetarios o fronteras planetarias (en inglés: planetary boundaries) son un marco conceptual que evalúa el estado de nueve procesos fundamentales para la estabilidad del sistema Tierra y sugiere una serie de umbrales para estos procesos que, en caso de ser superados, pueden poner en peligro la habitabilidad del planeta. 
Los nueve límites planetarios son: 
- Crisis climática.
- Acidificación de los océanos.
- Agujero de ozono.
- Ciclo del nitrógeno y fósforo.
- Uso del agua.
- Deforestación y otros cambios de uso del suelo.
- Pérdida de biodiversidad.
- Contaminación de partículas en atmósfera.
- Contaminación química.

Este concepto fue propuesto en 2009 por un grupo de 28 científicos internacionales liderados por Johan Rockström del Stockholm Resilience Centre (SRC) y Will Steffen, de la Australian National University. El objetivo de estos científicos era definir un "espacio de actuación seguro para el desarrollo humano" que pudiera ser utilizado por los gobiernos de todos los niveles, las organizaciones internacionales, la sociedad civil, el sector privado y la comunidad científica. El concepto de las fronteras planetarias ha ocupado páginas destacadas de revistas científicas prestigiosas como Nature o Science y se ha convertido en un marco conceptual de referencia, que actualmente es utilizado por organismos como la ONU o el Foro económico mundial de Davos.